# Anthony Durante
Pour les articles homonymes, voir Durante.
Anthony Durante  (26 juillet 1967 - 25 septembre 2003) est un catcheur américain plus connu sous le nom de « Pitbull #2 » ayant fait équipe sous le nom de The Pitbulls, avec « Pitbull #1 » Gary Wolfe.

## Carrière

### Extreme Championship Wrestling
Durante est plus connu sous le nom de Pitbull #2 dans l'équipe The Pitbulls à la ECW, avec  Pitbull #1, Gary Wolfe. The Pitbulls remporte le ECW World Tag Team Championship le 16 septembre 1995 sur Raven et Stevie Richards après l'interférence de leur manager, Francine[Qui ?]. Durant le match, Durante a porté un Superbomb sur Raven qui la sérieusement blessé. Un mois après Raven et Richards récupèrent le titre.
Le 11 mai 1996, à A Matter of Respect, Durante se lance dans une carrière solo et fait alors face à Raven dans un match pour le titre ECW World Championship, avec The Sandman. Le 1er juin 1996, à Fight the Power, Durante bat Shane Douglas pour remporter le titre ECW World Television Championship.
Le 13 avril 1997, au premier pay-per-view de la fédération, ECW Barely Legal, Durante rencontre Shane Douglas pour le titre de  champion de la télévision.

### Jersey All Pro Wrestling
Le premier JAPW Heavyweight Champion est Joe Rules, qui le remporte le 31 octobre 1997. Il élimine Durante dans une bataille royale à 20 hommes pour devenir le champion. Mais plus tard dans la soirée Durante bat Joe Rules pour le titre. Son règne prend fin le 5 décembre 1997 quand il laisse le titre vacant après une blessure.

## Décès
Durante décède le 25 septembre 2003 avec sa petite amie, Dianna Hulsey, après une overdose. Ils sont retrouvés morts dans leur maison et laissent deux enfants en bas âge, un garçon âgé de 21 mois et une petite fille de 8 mois. 

## Palmarès et accomplissements
- Catch Wrestling Association 
  - CWA World Tag Team Championship (2 fois) avec Larry Cameron

- Extreme Championship Wrestling
  - ECW World Tag Team Championship (1 fois) avec Pitbull #1
  - ECW World Television Championship (1 fois)

- High Risk Championship Wrestling 
  - HRCW Tag Team Championship (1 fois) avec Pitbull #1

- Jersey All Pro Wrestling 
  - JAPW Heavyweight Championship (1 fois)

- Mid-Eastern Wrestling Federation 
  - MEWF Heavyweight Championship (1 fois)

- National Wrestling Alliance
  - NWA United States Tag Team Championship (2 fois) avec Pitbull #1

- Power Slam
  - PS 50 : 35/1996

- Pro Wrestling Illustrated
  - Classé 76e des 500 meilleurs catcheurs en 1997

- Autres titres
  - GWA Tag Team Championship (1 fois) avec  Pibull #1